# Schoenherria clypeata
Schoenherria clypeata är en skalbaggsart som beskrevs av Heller 1897. Schoenherria clypeata ingår i släktet Schoenherria och familjen Melolonthidae. Inga underarter finns listade i Catalogue of Life.